# آل أمشق (مودية)

تعديل مصدري - تعديل

آل أمشق هي إحدى قرى عزلة مودية بمديرية مودية التابعة لمحافظة أبين، بلغ تعداد سكانها 105 نسمة حسب تعداد اليمن لعام 2004.